# 島娘30
島娘30（しまむすめさんじゅう）はオリンピアから発売されたストックタイプの沖スロ。25パイは若干手を加えて『ねぇ～ねぇ～島娘』として発売された。

## 概要
パトロットが搭載された機種。パトロットを使った告知パターンもほぼ定着したこの機種の一番のセールスポイントはボーナス後5ゲームにある。最初は必ずレギュラーボーナスが当たる（例外として純ハズレを引いた時は、ビッグボーナス：確率1/65535）。終了後にリール窓右側の娘の絵「ときめきランプ」が点灯し、5ゲームまでの間にボーナスが告知がされる確率がそれ以後と比べて格段に高く、またリール窓左側の「花笠ランプ」が点灯するとボーナス終了後、超高確率で1ゲーム連でビッグボーナスに当選する。また「花笠ランプ」2回目の後も5ゲームまでの間に高確率でビッグボーナスに当選し、「花笠ランプ」点灯、消灯をループしながら連チャンする。
内部的には1ゲーム連チャンをするモードに上がっている時に花笠ランプが点灯するので、1ゲーム目に告知があった場合に花笠ランプ点灯の可能性がある。
なお、『ねぇ～ねぇ～島娘』には30パイにない「まばたき告知」が搭載され，ボーナスの前兆モードに入ると一瞬パトロットが点灯した。その場合点灯後16G以内に本当の告知がされる。

## ボーナス放出確率
- 島娘30

| 設定 | BIG確率 | REG確率 | 合成確率 | 出玉率 |
| ---- | ------- | ------- | -------- | ------ |
| 1    | 1/364   | 1/298   | 1/163    | 93.4%  |
| 2    | 1/352   | 1/256   | 1/148    | 96.6%  |
| 3    | 1/294   | 1/298   | 1/148    | 101.0% |
| 4    | 1/267   | 1/256   | 1/130    | 107.4% |
| 5    | 1/234   | 1/298   | 1/131    | 111.4% |
| 6    | 1/195   | 1/256   | 1/111    | 119.9% |

- ねぇ～ねぇ～島娘

| 設定 | BIG確率 | REG確率 | 合成確率 | 出玉率 |
| ---- | ------- | ------- | -------- | ------ |
| 1    | 1/369   | 1/268   | 1/155    | 93.7%  |
| 2    | 1/349   | 1/238   | 1/141    | 97.2%  |
| 3    | 1/303   | 1/269   | 1/142    | 100.7% |
| 4    | 1/266   | 1/238   | 1/125    | 107.7% |
| 5    | 1/228   | 1/268   | 1/123    | 113.1% |
| 6    | 1/211   | 1/199   | 1/102    | 119.9% |

※各数値はメーカー発表値。